# تپه اطراف شهر سوخته ۳۱۷
تپه اطراف شهر سوخته شماره ۳۱۷ مربوط به هزاره سوم و ۲ قبل از میلاد است و در شهرستان زابل، بخش شیب آب، دهستان لوتک، روستای حومه شهر سوخته، ۲۱/۶۸ کیلومتری جنوب غربی پایگاه باستان‌شناسی شهر سوخته واقع شده و این اثر در تاریخ ۲۳ بهمن ۱۳۸۵ با شمارهٔ ثبت ۱۷۲۸۰ به‌عنوان یکی از آثار ملی ایران به ثبت رسیده است.